# アナトリー・クリコフ
アナトリー・セルゲーエヴィッチ・クリコフ（Анато́лий Серге́евич Кулико́в 、1946年9月4日-　）は、ロシアの政治家、軍人。上級大将。1995年内務大臣。1997年から副首相兼務。統一ロシアからロシア連邦議会下院国家会議議員に当選。下院では安全保障委員会に所属している。

## 経歴
スタヴロポリ地方アパナセンスキー地区アイグルスキー町出身。1966年、ソ連内務省国内軍オルジョニキゼ高等軍事指揮学校、1974年、M.V.フルンゼ名称軍事アカデミー、1990年、ソ連軍参謀本部軍事アカデミー、ロシア連邦軍人道アカデミー附属法律訓練センターを卒業。
1966年～1990年、ソ連内務省国内軍で勤務。1990年、ソ連内務省国内軍北カフカーズ・カフカーズ局長。
1992年、ロシア内務省作戦・特殊自動車化部隊局長。1992年～1995年、内務次官/国内軍司令官。1994年11月、在チェチェン匪賊部隊武装解除行動指導グループに入り、1995年2月～7月、在チェチェン共和国領土軍集団統合司令部を指揮し、1994年～1996年、民族・地域政策省参事となった。
1995年～1997年、内相。1997年～1998年、副首相兼内相。

## パーソナル
妻帯、2男1女を有する。
地域間社会組織「祖国の戦士」中央会議議長。経済科学博士、社会科学アカデミー会員。
三等「祖国に対する貢献に対する」勲章を受章。